# نووالکسیوکا (سرزمین آلتای)
نووالکسیوکا (به لاتین: Novoalexeyevka) یک منطقهٔ مسکونی در روسیه است که در سرزمین آلتای واقع شده‌است.